# Ropalidia novaeguinaea
Ropalidia novaeguinaea är en getingart som först beskrevs av Schulthess 1913.  Ropalidia novaeguinaea ingår i släktet Ropalidia och familjen getingar. Inga underarter finns listade i Catalogue of Life.